# Noi vogliam Dio, Vergine Maria
Noi vogliam Dio, Vergine Maria wird in einigen unsicheren Internetquellen als Nationalhymne des Kirchenstaates am Anfang des 19. Jahrhunderts bezeichnet. Diese Funktion hatte seit 1857 die Marcia Trionfale. Der Text von Noi vogliam Dio ist ein an Maria gerichtetes Gebet um die Gegenwart und Wirksamkeit Gottes in allen Lebensbereichen. Dabei wird der national-italienische Akzent zum Teil kämpferisch und mit dem Vokabular des Risorgimento betont, sodass eine offizielle Geltung im antinationalen Kirchenstaat unwahrscheinlich ist.
Das Lied wird heute noch bei Prozessionen gespielt.

## Liedtext
| Noi vogliam Dio, Vergin Maria, benigna ascolta il nostro dir, noi t’invochiamo, o Madre pia, dei figli tuoi compi il desir.                                                                | Wir wollen Gott, Jungfrau Maria, höre gütig unser Gebet, wir rufen dich an, o treue Mutter, erfülle das Verlangen deiner Kinder.                                                                             |
| Refr. Deh benedici, o Madre, al grido della fe’, noi vogliam Dio, ch’è nostro Padre, noi vogliam Dio, ch’è nostro Re. noi vogliam Dio, ch’è nostro Padre, noi vogliam Dio, ch’è nostro Re. | Refr. Ja, gib Segen, o Mutter, zum Ruf des Glaubens, wir wollen Gott, der unser Vater ist, wir wollen Gott, der unser König ist, wir wollen Gott, der unser Vater ist, wir wollen Gott. der unser König ist. |
| Noi vogliam Dio nelle famiglie dei nostri cari in mezzo al cor; sian puri i figli, caste le figlie, tutti c’infiammi di Dio l’amor.                                                        | Wir wollen Gott in den Familien, mitten im Herzen unserer Lieben, rein seien die Söhne, züchtig die Töchter, uns alle entflamme die Gottesliebe.                                                             |
| Noi vogliam Dio in ogni scuola perché la cara gioventù la legge apprenda e la parola della sapienza di Gesù.                                                                               | Wir wollen Gott in jeder Schule, damit die teure Jugend das Gesetz und das Wort der Weisheit Jesu lerne. |
| Noi vogliam Dio nell’officina perché sia santo anche il lavor; a Lui dal campo la fronte china alzi fidente l’agricoltor.                                                                  | Wir wollen Gott in der Werkstatt, damit auch die Arbeit heilig sei; zu ihm erhebe der Bauer vertrauend vom Acker die gebeugte Stirn.                                                                         |
| Noi vogliam Dio nella coscienza di chi l’Italia governerà! Così la patria riavrà potenza e a nuova vita risorgerà.                                                                         | Wir wollen Gott im Gewissen derer, die Italien regieren! So wird das Vaterland wieder mächtig werden und zu neuem Leben auferstehen.                                                                         |
| Noi vogliam Dio, dell’alma è il grido, che a piè leviamo del santo altar. Grido d’amore ardente e fido, per tua man possa al ciel volar.                                                   | Wir wollen Gott, von Herzen kommt der Ruf, den wir am Fuß des heiligen Altars erheben. Der Ruf glühender und gläubiger Liebe möge durch deine Hand zum Himmel aufsteigen.                                    |
| Noi vogliam Dio, l’inique genti contro di lui si sollevar e negli eccessi loro furenti osaron stolti Iddio sfidar.                                                                         | Wir wollen Gott. Die frevelnden Scharen haben gewagt, sich gegen ihn zu erheben und in ihren wütenden Exzessen Gott töricht herauszufordern.                                                                 |
| Noi vogliam Dio, Dio nella scuola, vogliam che in essa la gioventù studi la santa di lui la Parola, miri l’ immagine del buon Gesù.                                                        | Wir wollen Gott, Gott in der Schule, wir wollen, dass in ihr die Jugend sein heiliges Wort studiere und das Bild des guten Jesus anschaue.                                                                   |
| Noi vogliam Dio, nel giudicare a Dio s’ispiri il tribunal. Dio nelle nozze innanzi all’altare, Dio del morente al capezzal.                                                                | Wir wollen Gott, beim Richten lasse sich das Gericht von ihm leiten, Gott bei der Hochzeit vor dem Altar, Gott am Lager des Sterbenden.                                                                      |
| Noi vogliam Dio, perché al soldato coraggio infonda nel guerreggiar, sì che a difesa del suo amato d’ Italia sappia da eroe pugnar.                                                        | Wir wollen Gott, damit er dem Soldaten Mut einflöße beim Kriegführen, sodass er bei der Verteidigung seines geliebten Italien als Held kämpfen kann.                                                         |
| Noi vogliam Dio, quest’ almo grido echeggi ovunque in terra e in mar, suoni solenne in ogni lido, dove s’ innalza di Dio l’ altar.                                                         | Wir wollen Gott, dieser erhabene Ruf halle wider überall zu Lande und zu Wasser, er erklinge feierlich an jedem Strand, wo man den Altar Gottes aufrichtet.                                                  |
| Noi vogliam Dio, le inique genti rigettan stolte il suo regnar, ma noi un patto stringiam fidenti, né sia chi osi più Iddio sfidar.                                                        | Wir wollen Gott, mögen auch die frevelnden Scharen töricht seine Herrschaft von sich weisen, wir aber schließen gläubig einen Bund, und niemand wage mehr Gott herauszufordern.                              |
| Noi vogliam Dio, nei tribunali egli presieda al giudicar. Noi lo vogliamo negli sponsali, nostro conforto allo spirar.                                                                     | Wir wollen Gott, in den Gerichten habe er den Vorsitz beim Richten. Wir wollen ihn in den Ehen, unseren Trost, solange wir atmen.                                                                            |